# Киселёва, Мария Владимировна
Мария Владимировна Киселёва (урождённая Бегичева; 1847—1921) — русская детская писательница, прозаик.

## Биография
Дочь В. П. Бегичева. После смерти матери воспитывалась тёткой, затем в Московском Николаевском сиротском институте, где служил её отец. Писать начала рано. Потребность в самовыражении усиливалась тяжело пережитой смертью матери, а затем тиранией мачехи, побудившей Киселёву принять первое же сделанное ей предложение — nомещика А. С. Киселёва, знакомого отца. До середины 1890-х годов жила в имении Киселёвых Бабкино, типичном разрушающемся «дворянском гнезде», где часто бывали писатели, профессура, артисты, музыканты. В 1885 году познакомилась с А . П. Чеховым, с которым переписывалась до 1900 года. Чехов принял участие в творческой судьбе Киселёвой, помогал ей наладить связи с юмористическими журналами Москвы и Петербурга. При его содействии в 1886 в «Будильнике» был напечатан рассказ Киселёвой «Кто счастливее?» (подпись Pince-nez).
В 1880—1890-е годы Киселёва периодически сотрудничала в журналах «Детский отдых», «Родник», «Русский охотник». Отдельными изданиями вышли её рассказы «Шальная пуля» (1887), «Две королевы» (1893), «Утро жизни» (1894), «Ларька-Геркулес. Подкидыш. Нянина сказка» (1894). Опубликованы также воспоминания детства — «Из моих воспоминаний» (1886), «Счастливая доля» (1889). Главная тема произведений Киселёвой — восприятие ребенком мира взрослых и открытие существующих в этом мире конфликтов, в том числе социальных — богатство одних и бедность других, голод, нищета, неравенство «господских» и «крестьянских» детей, утверждение права всякого живого существа, в особенности ребёнка, на любовь и внимание. Со второй половины 1890-х годов, после продажи Бабкина за долги, Киселёва жила в Калуге, где её муж служил в банке.
Внучка — Ляля Чёрная.